# 貝夫鎮區 (密蘇里州加斯科內德縣)
貝夫鎮區（英語：Boeuf Township）是位於美國密蘇里州加斯科內德縣的一個行政鎮區。

## 地方資料
貝夫鎮區的面積為188.42平方千米，當中陸地面積為187.74平方千米，而水域面積為0.67平方千米。根據2020年美國人口普查的數據，當地共有人口1157人，而人口密度為每平方千米6.14人。